# Rugby-Union-Weltmeisterschaft 1995/Gruppe C
Die Gruppe C der Rugby-Union-Weltmeisterschaft 1995 umfasste Irland, Japan, Neuseeland und Wales. Die Gruppenspiele fanden zwischen dem 27. Mai und 4. Juni statt.

## Tabelle
|    | Land       | Spiele | Siege | Unent. | Ndlg. | Spiel- punkte | Diff. | Tabellen- punkte |
| -- | ---------- | ------ | ----- | ------ | ----- | ------------- | ----- | ---------------- |
| 1. | Neuseeland | 3      | 3     | 0      | 0     | 222:45        | + 177 | 6                |
| 2. | Irland     | 3      | 2     | 0      | 1     | 93:94         | − 1   | 4                |
| 3. | Wales      | 3      | 1     | 0      | 2     | 89:68         | + 21  | 2                |
| 4. | Japan      | 3      | 0     | 0      | 3     | 55:252        | − 197 | 0                |

## Spiele

### Japan – Wales
| 27. Mai 1995 15:00 SAST | Japan                                | 10 : 57        | Wales | Free State Stadium, Bloemfontein Zuschauer: 15.000 Schiedsrichter: Efrahim Sklar (Argentinien) |
| 27. Mai 1995 15:00 SAST | Versuche: Oto 59. n.erh., 78. n.erh. | (0:36) Bericht | Versuche: Moore 14. erh. Evans (2) 28. erh., 39. n.erh. Thomas (3) 40.+2 n.erh., 41. erh., 70. erh. Taylor 73. erh. Erhöhungen: Jenkins (5/7) Straftritte: Jenkins (4) 3., 6., 9., 35. | Free State Stadium, Bloemfontein Zuschauer: 15.000 Schiedsrichter: Efrahim Sklar (Argentinien) |

| 15                 | Tsutomu Matsuda    |
| 14                 | Lopeti Oto         |
| 13                 | Akira Yoshida      |
| 12                 | Yukio Motoki       |
| 11                 | Terunori Masuho    |
| 10                 | Seiji Hirao        |
| 09                 | Masami Horikoshi   |
| 08                 | Sione Latu         |
| 07                 | Sinali Latu        |
| 06                 | Hiroyuki Kajihara  |
| 05                 | Bruce Ferguson     |
| 04                 | Yoshihiko Sakuraba |
| 03                 | Kazuaki Takahashi  |
| 02                 | Masahiro Kunda     |
| 01                 | Osamu Ōta          |
| Auswechselspieler: |                    |
| 16                 | Wataru Murata      |
| 17                 | Katsuhiro Matsuo   |
| 18                 | Kiyoshi Imazumi    |
| 19                 | Eiji Hirotsu       |
| 20                 | Masanori Takura    |
| 21                 | Kō Izawa           |
| Trainer:           |                    |
| Osamu Koyabu       |                    |

| 15                 | Tony Clement       |     |
| 14                 | Ieuan Evans        |     |
| 13                 | Mike Hall          |     |
| 12                 | Neil Jenkins       |     |
| 11                 | Gareth Thomas      |     |
| 10                 | Adrian Davies      | 56. |
| 09                 | Andrew Moore       |     |
| 08                 | Emyr Lewis         |     |
| 07                 | Hemi Taylor        |     |
| 06                 | Stuart Davies      |     |
| 05                 | Gareth Llewellyn   |     |
| 04                 | Derwyn Jones       | 72. |
| 03                 | John Davies        |     |
| 02                 | Garin Jenkins      |     |
| 01                 | Mike Griffiths     |     |
| Auswechselspieler: |                    |     |
| 16                 | Wayne Proctor      |     |
| 17                 | David Evans        | 56. |
| 18                 | Robert Jones       |     |
| 19                 | Stuart Roy         | 72. |
| 20                 | Ricky Evans        |     |
| 21                 | Jonathan Humphreys |     |
| Trainer:           |                    |     |
| Alec Evans         |                    |     |

### Irland – Neuseeland
| 27. Mai 1995 20:00 SAST | Irland                                                                                | 19 : 43         | Neuseeland | Ellis Park Stadium, Johannesburg Zuschauer: 38.000 Schiedsrichter: Wayne Erickson (Australien) |
| 27. Mai 1995 20:00 SAST | Versuche: Halpin 8. erh. McBride 40. n.erh. Corkery 75. erh. Erhöhungen: Elwood (2/3) | (12:20) Bericht | Versuche: Lomu (2) 31. erh., 42. n.erh. Bunce 34. erh. Kronfeld 68. erh. Osborne 80. erh. Erhöhungen: Mehrtens (3/5) Straftritte: Mehrtens (4) 10., 15., 48., 71. | Ellis Park Stadium, Johannesburg Zuschauer: 38.000 Schiedsrichter: Wayne Erickson (Australien) |

| 15                 | Jim Staples     | 36. |
| 14                 | Richard Wallace |     |
| 13                 | Brendan Mullin  |     |
| 12                 | Jonathan Bell   |     |
| 11                 | Simon Geoghegan |     |
| 10                 | Eric Elwood     |     |
| 09                 | Michael Bradley |     |
| 08                 | Paddy Johns     |     |
| 07                 | Denis McBride   |     |
| 06                 | David Corkery   |     |
| 05                 | Neil Francis    |     |
| 04                 | Gabriel Fulcher |     |
| 03                 | Gary Halpin     |     |
| 02                 | Terry Kingston  |     |
| 01                 | Nick Popplewell |     |
| Auswechselspieler: |                 |     |
| 16                 | Maurice Field   | 36. |
| 17                 | Paul Burke      |     |
| 18                 | Niall Hogan     |     |
| 19                 | Anthony Foley   |     |
| 20                 | Paul Wallace    |     |
| 21                 | Keith Wood      |     |
| Trainer:           |                 |     |
| Gerry Murphy       |                 |     |

| 15                 | Glen Osborne     |     |
| 14                 | Jeff Wilson      | 32. |
| 13                 | Frank Bunce      |     |
| 12                 | Walter Little    |     |
| 11                 | Jonah Lomu       |     |
| 10                 | Andrew Mehrtens  |     |
| 09                 | Graeme Bachop    |     |
| 08                 | Mike Brewer      | 78. |
| 07                 | Josh Kronfeld    |     |
| 06                 | Jamie Joseph     |     |
| 05                 | Blair Larsen     |     |
| 04                 | Ian Jones        |     |
| 03                 | Olo Brown        |     |
| 02                 | Sean Fitzpatrick | 60. |
| 01                 | Craig Dowd       |     |
| Auswechselspieler: |                  |     |
| 16                 | Marc Ellis       | 32. |
| 17                 | Simon Culhane    |     |
| 18                 | Anthony Strachan |     |
| 19                 | Kevin Schuler    | 78. |
| 20                 | Richard Loe      |     |
| 21                 | Norman Hewitt    | 60. |
| Trainer:           |                  |     |
| Laurie Mains       |                  |     |

### Irland – Japan
| 31. Mai 1995 15:00 SAST | Irland | 50 : 28         | Japan | Free State Stadium, Bloemfontein Zuschauer: 15.000 Schiedsrichter: Stef Neethling (Südafrika) |
| 31. Mai 1995 15:00 SAST | Versuche: Corkery 11. erh. Francis 20. erh. Geoghegan 25. n.erh. Strafversuch (2) 43. erh., 65. erh. Halvey 67. erh. Hogan 78. erh. Erhöhungen: Burke (6/7) Straftritte: Burke 77. | (19:14) Bericht | Versuche: Sinali Latu 35. erh. Izawa 38. erh. Hirao 59. erh. Takura 73. erh. Erhöhungen: Y. Yoshida (4/4) | Free State Stadium, Bloemfontein Zuschauer: 15.000 Schiedsrichter: Stef Neethling (Südafrika) |

| 15                 | Conor O’Shea    |                         |
| 14                 | Richard Wallace |                         |
| 13                 | Brendan Mullin  |                         |
| 12                 | Maurice Field   |                         |
| 11                 | Simon Geoghegan |                         |
| 10                 | Paul Burke      |                         |
| 09                 | Niall Hogan     |                         |
| 08                 | Paddy Johns     |                         |
| 07                 | Eddie Halvey    | 12. bis 16. 30. bis 34. |
| 06                 | David Corkery   |                         |
| 05                 | Neil Francis    |                         |
| 04                 | Davy Tweed      | 70.                     |
| 03                 | Paul Wallace    |                         |
| 02                 | Keith Wood      | 9.                      |
| 01                 | Nick Popplewell |                         |
| Auswechselspieler: |                 |                         |
| 16                 | Phil Danaher    |                         |
| 17                 | Eric Elwood     |                         |
| 18                 | Michael Bradley |                         |
| 19                 | Anthony Foley   | 12. 16. 30. 34. 70.     |
| 20                 | Gary Halpin     |                         |
| 21                 | Terry Kingston  | 9.                      |
| Trainer:           |                 |                         |
| Gerry Murphy       |                 |                         |

| 15                 | Tsutomu Matsuda    |    |
| 14                 | Lopeti Oto         |    |
| 13                 | Akira Yoshida      |    |
| 12                 | Yukio Motoki       |    |
| 11                 | Yoshihito Yoshida  |    |
| 10                 | Seiji Hirao        |    |
| 09                 | Masami Horikoshi   |    |
| 08                 | Sione Latu         | 8. |
| 07                 | Sinali Latu        |    |
| 06                 | Hiroyuki Kajihara  |    |
| 05                 | Bruce Ferguson     |    |
| 04                 | Yoshihiko Sakuraba |    |
| 03                 | Masanori Takura    |    |
| 02                 | Masahiro Kunda     |    |
| 01                 | Osamu Ōta          |    |
| Auswechselspieler: |                    |    |
| 16                 | Wataru Murata      |    |
| 17                 | Keiji Hirose       |    |
| 18                 | Kiyoshi Imaizumi   |    |
| 19                 | Eiji Hirotsu       |    |
| 20                 | Kazuaki Takahashi  |    |
| 21                 | Kō Izawa           | 8. |
| Trainer:           |                    |    |
| Osamu Koyabu       |                    |    |

### Neuseeland – Wales
| 31. Mai 1995 20:00 SAST | Neuseeland | 34 : 9         | Wales                                                         | Ellis Park Stadium, Johannesburg Zuschauer: 45.000 Schiedsrichter: Ed Morrison (England) |
| 31. Mai 1995 20:00 SAST | Versuche: Little 18. erh. Ellis 35. erh. Kronfeld 71. n.erh. Erhöhungen: Mehrtens (2/3) Straftritte: Mehrtens (4) 11., 31., 44., 49. Dropgoals: Ellis 64. | (20:6) Bericht | Straftritte: N. Jenkins (2) 40., 55. Dropgoals: N. Jenkins 6. | Ellis Park Stadium, Johannesburg Zuschauer: 45.000 Schiedsrichter: Ed Morrison (England) |

| 15                 | Glen Osborne     |     |
| 14                 | Marc Ellis       |     |
| 13                 | Frank Bunce      |     |
| 12                 | Walter Little    |     |
| 11                 | Jonah Lomu       | 70. |
| 10                 | Andrew Mehrtens  |     |
| 09                 | Graeme Bachop    |     |
| 08                 | Mike Brewer      |     |
| 07                 | Josh Kronfeld    |     |
| 06                 | Jamie Joseph     |     |
| 05                 | Ian Jones        |     |
| 04                 | Blair Larsen     |     |
| 03                 | Craig Dowd       |     |
| 02                 | Sean Fitzpatrick |     |
| 01                 | Olo Brown        |     |
| Auswechselspieler: |                  |     |
| 16                 | Eric Rush        | 70. |
| 17                 | Simon Culhane    |     |
| 18                 | Anthony Strachan |     |
| 19                 | Norman Hewitt    |     |
| 20                 | Richard Loe      |     |
| 21                 | Kevin Schuler    |     |
| Trainer:           |                  |     |
| Laurie Mains       |                  |     |

| 15                 | Tony Clement       |
| 14                 | Ieuan Evans        |
| 13                 | Mike Hall          |
| 12                 | Gareth Thomas      |
| 11                 | Wayne Proctor      |
| 10                 | Neil Jenkins       |
| 09                 | Robert Jones       |
| 08                 | Hemi Taylor        |
| 07                 | Mark Bennett       |
| 06                 | Gareth Llewellyn   |
| 05                 | Greg Prosser       |
| 04                 | Derwyn Jones       |
| 03                 | John Davies        |
| 02                 | Jonathan Humphreys |
| 01                 | Ricky Evans        |
| Auswechselspieler: |                    |
| 16                 | Steve Ford         |
| 17                 | David Evans        |
| 18                 | Andrew Moore       |
| 19                 | Emyr Lewis         |
| 20                 | Mike Griffiths     |
| 21                 | Garin Jenkins      |
| Trainer:           |                    |
| Alec Evans         |                    |

### Japan – Neuseeland
| 4. Juni 1995 15:00 SAST | Japan                                                                                      | 17 : 145       | Neuseeland | Free State Stadium, Bloemfontein Zuschauer: 25.000 Schiedsrichter: George Gadjovic (Kanada) |
| 4. Juni 1995 15:00 SAST | Versuche: Kajihara (2) 47. erh., 65. erh. Erhöhungen: Hirose (2/2) Straftritte: Hirose 33. | (3:84) Bericht | Versuche: Rush (3) 2. erh. 36. erh., 74. erh. Loe 6. erh. Ellis (6) 8. erh., 12. erh., 30. erh., 43. erh., 68. erh., 71. erh. R. Brooke (2) 14. erh., 58. erh. Osborne 18. erh., 42. n.erh. Ieremia 21. erh. Culhane 25. erh. Wilson (3) 27. erh., 34. erh., 76. erh. Dowd 50. erh. Henderson 79. erh. Erhöhungen: Culhane (20/21) | Free State Stadium, Bloemfontein Zuschauer: 25.000 Schiedsrichter: George Gadjovic (Kanada) |

| 15                 | Tsutomu Matsuda    |     |
| 14                 | Lopeti Oto         |     |
| 13                 | Akira Yoshida      |     |
| 12                 | Yukio Motoki       |     |
| 11                 | Yoshihito Yoshida  |     |
| 10                 | Keiji Hirose       |     |
| 09                 | Wataru Murata      |     |
| 08                 | Sinali Latu        | 54. |
| 07                 | Kō Izawa           |     |
| 06                 | Hiroyuki Kajihara  |     |
| 05                 | Bruce Ferguson     |     |
| 04                 | Yoshihiko Sakuraba |     |
| 03                 | Kazuaki Takahashi  |     |
| 02                 | Masahiro Kunda     |     |
| 01                 | Osamu Ōta          |     |
| Auswechselspieler: |                    |     |
| 16                 | Masami Horikoshi   |     |
| 17                 | Katsuhiro Matsuo   |     |
| 18                 | Kiyoshi Imaizumi   |     |
| 19                 | Eiji Hirotsu       |     |
| 20                 | Kazu Hamabe        |     |
| 21                 | Takashi Akatsuka   | 54. |
| Trainer:           |                    |     |
| Osamu Koyabu       |                    |     |

| 15                 | Glen Osborne     |     |
| 14                 | Jeff Wilson      |     |
| 13                 | Marc Ellis       |     |
| 12                 | Alama Ieremia    |     |
| 11                 | Eric Rush        |     |
| 10                 | Simon Culhane    |     |
| 09                 | Anthony Strachan |     |
| 08                 | Zinzan Brooke    |     |
| 07                 | Paul Henderson   |     |
| 06                 | Kevin Schuler    |     |
| 05                 | Blair Larsen     | 15. |
| 04                 | Robin Brooke     |     |
| 03                 | Richard Loe      |     |
| 02                 | Norm Hewitt      |     |
| 01                 | Craig Dowd       |     |
| Auswechselspieler: |                  |     |
| 16                 | Walter Little    |     |
| 17                 | Andrew Mehrtens  |     |
| 18                 | Graeme Bachop    |     |
| 19                 | Jamie Joseph     | 15. |
| 20                 | Olo Brown        |     |
| 21                 | Sean Fitzpatrick |     |
| Trainer:           |                  |     |
| Laurie Mains       |                  |     |

### Irland – Wales
| 4. Juni 1995 17:00 SAST | Irland | 24 : 23        | Wales | Ellis Park Stadium, Johannesburg Zuschauer: 40.000 Schiedsrichter: Ian Rogers (Südafrika) |
| 4. Juni 1995 17:00 SAST | Versuche: Popplewell 5. erh. McBride 13. erh. Halvey 69. erh. Erhöhungen: Elwood (3/3) Straftritte: Elwood 77. | (14:6) Bericht | Versuche: Humphreys 72. erh. Taylor 80. erh. Erhöhungen: N. Jenkins (2/2) Straftritte: N. Jenkins (2) 28., 50. Dropgoals: A. Davies 42. | Ellis Park Stadium, Johannesburg Zuschauer: 40.000 Schiedsrichter: Ian Rogers (Südafrika) |

| 15                 | Conor O’Shea    |     |
| 14                 | Richard Wallace |     |
| 13                 | Brendan Mullin  |     |
| 12                 | Jonathan Bell   |     |
| 11                 | Simon Geoghegan |     |
| 10                 | Eric Elwood     |     |
| 09                 | Niall Hogan     |     |
| 08                 | Paddy Johns     |     |
| 07                 | Denis McBride   | 60. |
| 06                 | David Corkery   |     |
| 05                 | Neil Francis    |     |
| 04                 | Gabriel Fulcher |     |
| 03                 | Gary Halpin     |     |
| 02                 | Terry Kingston  |     |
| 01                 | Nick Popplewell |     |
| Auswechselspieler: |                 |     |
| 16                 | Phil Danaher    |     |
| 17                 | Paul Burke      |     |
| 18                 | Michael Bradley |     |
| 19                 | Eddie Halvey    | 60. |
| 20                 | Paul Wallace    |     |
| 21                 | Shane Byrne     |     |
| Trainer:           |                 |     |
| Gerry Murphy       |                 |     |

| 15                 | Tony Clement       |       |
| 14                 | Ieuan Evans        |       |
| 13                 | Mike Hall          |       |
| 12                 | Neil Jenkins       |       |
| 11                 | Gareth Thomas      |       |
| 10                 | Adrian Davies      |       |
| 09                 | Robert Jones       |       |
| 08                 | Emyr Lewis         |       |
| 07                 | Hemi Taylor        |       |
| 06                 | Stuart Davies      |       |
| 05                 | Gareth Llewellyn   |       |
| 04                 | Derwyn Jones       |       |
| 03                 | John Davies        | 80+4. |
| 02                 | Jonathan Humphreys |       |
| 01                 | Mike Griffiths     |       |
| Auswechselspieler: |                    |       |
| 16                 | Wayne Proctor      |       |
| 17                 | David Evans        |       |
| 18                 | Andrew Moore       |       |
| 19                 | Stuart Roy         |       |
| 20                 | Ricky Evans        | 80+4. |
| 21                 | Garin Jenkins      |       |
| Trainer:           |                    |       |
| Alec Evans         |                    |       |